# خط سكة حديد من بوغزول إلى الأغواط
الخط بوقزول – الأغواط هو أحد خطوط شبكة السكك الحديدية الجزائرية. تم افتتاحه في أكتوبر 2023 و يربط بوغزول (في ولاية المدية) بالأغواط (في ولاية الأغواط).

## التاريخ
تم إطلاق أول مشروع لبناء خط سكك حديدية يربط بين بوغزول والأغواط في عام 2005 من قبل الوكالة الوطنية للدراسات و متابعة إنجاز الإستثمارات في السكك الحديدية (ANESRIF) في إطار برنامج استثمارات سكك حديدية هام تم تقريره من قبل الحكومة الجزائرية لتحديث البنية التحتية القائمة وإنشاء خطوط جديدة بإستثمار يقدر ب 24.8 مليار دولار.
من بين الخطوط الجديدة، تم تكليف بناء ثلاثة منها (تيسمسيلت - بوغزول، سعيدة - تيارت و غليزان - تيارت - تيسمسيلت) في عام 2009 لمجموعتي بناء صينيتين: مجموعة سكك حديد الصين (CRG) وشركة بناء الهندسة المدنية الصينية (CCECC)، بقيمة 2.5 مليار دولار. بسبب تأخر في بناء هذه الخطوط الثلاثة، وعدم نجاح المناقصات بسبب نقص المنافسين أو عدم مطابقة العروض لمتطلبات الخطوط الأخرى، بالإضافة إلى شبهات فساد في عمليات التكليف، ألغين العقود المبرمة و المشاريع المقررة في إطار برنامج عام 2005 من قبل الوكالة الوطنية للدراسات و متابعة إنجاز الإستثمارات في السكك الحديدية (ANESRIF) في عام 2011.
في عام 2012، أعادت الوكالة الوطنية للدراسات و متابعة إنجاز الإستثمارات في السكك الحديدية (ANESRIF) إطلاق مشاريع عام 2005. وتضمن هذا البرنامج الجديد ثلاثة عشر مشروعًا للسكك الحديدية، أي إنشاء 643 كيلومترًا من الخطوط الجديدة، بما في ذلك خط من بوغزول إلى الأغواط، مع تحديث 225 كيلومترًا من الخطوط الموجودة.
كان من المقرر في البداية استلام وافتتاح الخط في الربع الأول من عام 2023. وفي النهاية تم تدشينه في 29 أكتوبر 2023 بحضور الرئيس الجزائري عبد المجيد تبون. تمت مراسم الافتتاح في محطة الجلفة الجديدة، وتم تشغيل الخط في نفس اليوم. أقيمت أول رحلة تجارية للركاب من محطة الأغواط في 31 أكتوبر 2023.

## الخط

### خصائص الخط
يبلغ طول الخط 250 كلم.

### محطات الخط
- محطات بولاية المدية :

- محطة بوغزول
- محطات بولاية الجلفة :

- محطة البيرين
- محطة عين وسارة
- محطة حاسي بحبح
- محطة الجلفة
- محطات بولاية الأغواط :

- محطة سيدي مخلوف
- محطة الأغواط
|  |   |  | محطات القطار         | البلديات             | الربط بالقطار والترامواي            | الربط بالمترو |
|  | - |  | -------------------- | -------------------- | ----------------------------------- | ------------- |
|  | ● |  | محطة قطار بوغزول     | بوغزول               | • خط سكة حديد من بوغزول إلى الأغواط |               |
|  | ● |  | محطة قطار عين وسارة  | عين وسارة            |                                     |               |
|  | ● |  | محطة قطار الجلفة     | الجلفة               |                                     |               |
|  | ● |  | محطة قطار سيدي مخلوف | سيدي مخلوف (الأغواط) |                                     |               |
|  | ● |  | محطة قطار الأغواط    | الأغواط              |                                     |               |

### مواضيع ذات صلة
- وزارة النقل الجزائرية
- الشركة الوطنية للنقل بالسكك الحديدية
- النقل في الجزائر
- محطات السكك الحديدية في الجزائر
- النقل بالسكة الحديدية في الجزائر
- تاريخ السكك الحديدية الجزائرية
- قائمة خطوط السكة الحديدية في الجزائر
- الوكالة الوطنية لدراسة ومتابعة إنجاز الاستثمارات في السكك الحديدية
- قائمة محطات القطار في الجزائر
- شركة السكك الحديدية الجزائرية[الفرنسية]
- خط سكة حديد من الجزائر إلى وهران

### فيديوهات
- 1- إستلام خط السكك الحديدية "بوغزول-الجلفة-الأغواط" خلال الثلاثي الأول من 2023 على يوتيوب
- 2- إتسليم مشروع السكك الحديدية الرابط بين بوغزول والأغواط قبل نهاية السنة على يوتيوب
- 3- إخط السكة الحديدية بوغزول الأغواط يسلم مع نهاية السداسي الاول من هذا العام على يوتيوب

### وصلات خارجية
- الموقع الرسمي للشركة الوطنية للنقل بالسكك الحديدية
- الموقع الرسمي لولاية الجزائر